# Masaaki Sawanobori
Masaaki Sawanobori (Prefectura de Shizuoka, Japó, 12 de gener de 1970) és un exfutbolista japonès.

## Selecció japonesa
Masaaki Sawanobori va disputar 16 partits amb la selecció japonesa.